# 任世官
任世官（1947年—）是1960年代後的香港電影武術指導、導演、香港演員等。曾經參演張徹、袁和平、徐克等導演的功夫片。出現於60年代的《黃飛鴻》系列粵語片，至1990年代的港產片。

## 代表作
- 《南北醉拳》(1978年電影)，飾演病君
- 《黃飛鴻》飾演「山東鐵布衫」嚴振東，與李連杰飾演之黃飛鴻，有精彩的武打戲。
- 《黃飛鴻之二：男兒當自強》，飾演兩廣總督
- 《黄飞鸿之鬼脚七》，飾演大力禁烟的广州管带金豹
- 《鹿鼎記之神龍教》飾演擅長「六合童子功」的馮錫範
- 《西门无恨》(1993)，飾演麻十三
- 《新龍門客棧》裏，林青霞飾演之女主角邱莫言身邊的江湖保鑣賀虎
- 《東方不敗》飾演日月神教教主任我行
- 《少年黃飛鴻之鐵猴子》飾演少林叛徒，淫僧「衍空和尚」，與甄子丹飾演的黃飛鴻的父親「黃麒英」，有精彩的武打戲。

## 其它
- 東方三俠
- 笑傲江湖II東方不敗
- 楚留香
- 五虎將 (1974年電影)
- 馬永貞 (1972年電影)
- 獨臂刀王
- 無名英雄 (1971年電影)
- 儒俠 (電影)
- 殭屍福星，飾演任濟堂
- 真心英雄，飾演皮哥
- 二五傳說

## 功夫家底
- 父親任雨田，是中國最早的武術指導
- 大姐任燕，在黃飛鴻 (粵語片)中演女主角，演蘇小紅、張玉儀等武打演員等 [1]
- 哥哥任大官，曾任龍虎武師及電影客串

## 外部參考
1. ↑  .   [2011-11-21]. （原始内容存档于2020-12-04）.